# Irisbus Iliade
El Irisbus Iliade (anteriormente Renault Iliade) es un autocar del fabricante francés Renault V.I., adquirido durante la era Irisbus construido desde 1997 hasta 2006.  El nombre FR 2 no será el elegido, ya que los ingenieros de R.V.I. deciden explorar la historia griega: la denominación Iliade, hace referencia a la Ilíada, siendo la historia de Homero sobre la conquista de Troya. Este nombre tiene poca influencia en un autocar de estas características, aunque Odisea (la continuación de la Iliade) podría haber sido el nombre de este vehículo o Ulises, evocando al personaje clave de la Odisea. Magallanes también se consideró para el nombre, pero será la principal inspiración para el futuro Iveco Bus Magelys. Solo el nuevo autocar Renault se llamará Iliade.
El nombre Iliade por su traducción, es conocido como la Ilíada.

## Historia
El Iliade se creó en 1997 como una reinterpretación del anterior modelo Renault FR1. Mantuvo su estructura y diseño, pero se actualizó estéticamente con un nuevo frontal (similar al del Renault Laguna) y nuevas luces traseras. Cuando la división de autobuses Renault VI se fusionó con Irisbus en 1999, el Iliade continuó produciéndose bajo la nueva marca.
Adopta la forma del FR 1 con una parrilla más moderna que evoca el estilo "Renault 19", similar a la de toda la gama Renault, como los faros de estilo automotriz montados sobre un bloque pivotante, lo que facilita la sustitución de las bombillas. Las ventanillas están conectadas a las de las puertas mediante un diseño de "trampantojo", es decir, pintura negra; los marcos de las ventanillas están refinadas con un cristal tintado gris azulado. Las salidas de aire, menos numerosas que en el FR 1, sobre las puertas (separadas por una ventana en las versiones RTX-GTX-TEX) tienen una forma más redondeada; fueron diseñadas en uno de los prototipos del FR 1 más de quince años antes. La parte trasera se mantiene similar a la del FR 1, salvo por los pilotos traseros redondeados.
Sus retrovisores le confieren unas grandes orejas, una moda de la época. En el Iliade, el retrovisor derecho cuenta con tres ventanas (gran angular, de seguridad y semirrígida). El izquierdo cuenta con dos grandes ventanas. Esto le da al Iliade una presencia definida, con la visión concentrada en dos elementos. Estos amplios espejos amplían el campo de visión y reducen las vibraciones.
El conductor se sienta tras una cabina completamente nueva, inspirada en el mundo del automóvil. Ya no es necesario agacharse para acceder a los controles térmicos y de sonido, y el tacógrafo ya no está fuera de su alcance. El salpicadero es más ergonómico, al igual que la cabina del conductor, que ha experimentado numerosas mejoras. Una novedad para la conducción es el volante con ajuste neumático, que puede inclinarse hacia adelante cuando el vehículo está parado.
El interior presenta nuevos colores basados en un azul lavanda, que evocan una atmósfera de bienestar y evasión. El equipamiento se hereda del FR 1: una pequeña novedad es el doble acristalamiento, de serie en los modelos de gama media y alta, y opcional en el modelo básico. Según el modelo, el equipamiento y los niveles de acabado se marcan con una "C" para un vehículo de 10,61 m (35 pies) y una "X" para uno de gran altura. La comodidad está garantizada con una amplia gama de asientos adaptados a las necesidades de los transportistas y un equipamiento premium. La insonorización se ha mejorado, demostrando el considerable esfuerzo de Renault, garantizando un viaje sin contratiempos.
El Iliade es un autocar capaz de ofrecer todo tipo de transporte: regular, regional, discrecional y turístico. La gama incluye seis versiones diferentes: TE, GT, RT/TEX, RTX y GTX. La versión TEX se retiró del catálogo debido a las bajas ventas, dejando al RTX con el monopolio.
El Iliade conserva la robustez, fiabilidad y comodidad del FR1. Algunos transportistas no dudarán en sustituir las parrillas de sus FR1 por las del Iliade.

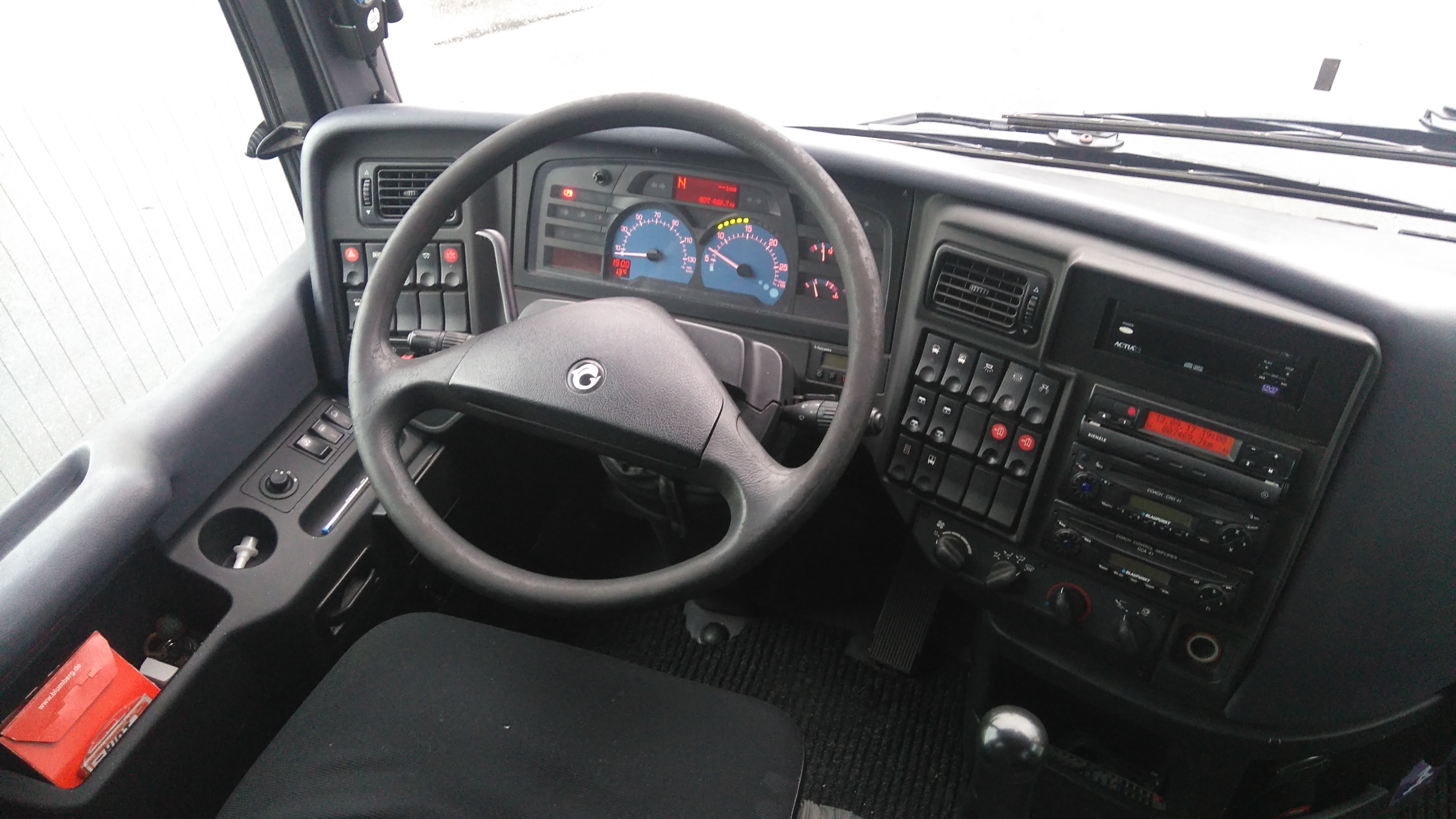
El tablero del Renault/Irisbus Iliade (pero con transmisión manual)

Este autocar francés tiene un futuro prometedor. De hecho, en 1996 se vendieron casi 350 FR 1, lo que elevó el total a más de 5000 FR 1 producidos entre 1983 y 1996. Posteriormente, entre octubre de 1996 y octubre de 1997, se encargaron 600 Iliades: la versión GTX representó un tercio de las ventas, pero con una minoría de compradores para el GTX de 380 CV. Cabe destacar que, tras 18 meses, solo se vendieron doce Iliade GTX (MIDR 062045 - 380 CV) de los 980 vehículos entregados, incluidos 300 GTX. La producción de Iliades se situaría en 300 Iliades al año en los años siguientes. El Iliade cruzó fronteras para venderse en Suiza, Italia, Alemania e incluso Oriente Medio: las exportaciones alcanzaron el 50 % de las ventas. El 22 de octubre de 1997, Taseco firmó la venta de 330 Iliade RTX a Al Khobar, Arabia Saudita. Los primeros se entregaron el 20 de julio de 1998 y los últimos veinte meses después: ¡fue la orden de compra más exitosa para el Iliade! El Grupo Verney recibió alrededor de cincuenta Iliade RTX en marzo de 1997 y mantuvo una cantidad significativa hasta su cierre en 2002.
La producción del Iliade cesó a finales de 2006 y las últimas unidades se entregaron a principios de 2007. El modelo fue reemplazado por el Irisbus Evadys y el Irisbus Magelys.

## Motores y cajas de cambios del Iliade
El Iliade cuenta con tres motores diferentes: el Renault dCi de 302, 340 y 380 CV. El famoso MIDR 062045 (R 41) continúa su trayectoria con el ILIADE, desarrollando 340 CV a 2100 rpm y 161 mkg de par a 1200 rpm, con un volumen de 9,84 litros. Cumple con la última normativa anticontaminación Euro 2, especialmente gracias al nuevo concepto ACE (Motor de Combustión Avanzado), que incorpora electrónica en el control de la inyección. La versión básica "TE" solo produce 302 CV, lo que beneficia el consumo de combustible.
Los motores evolucionan junto con el propio autocar: se está avanzando en la optimización de la combustión, con mayores presiones de inyección que permiten el regreso a los viajes largos. Este es el período en el que la herencia Berliet se desvanece para dar paso a un nuevo grupo de motores: el MIDR 062356 A41 de 11,12 litros o 123 x 156 mm de diámetro/carrera, que genera 380 caballos de potencia a 2.000 rpm y un par máximo de 178 mkg. Este será el motor básico del GTX. Sin embargo, el MIDR 062045 está disponible como opción en el catálogo. Se observa un fenómeno impresionante entre estos dos motores: los 340 caballos de potencia a 2.100 rpm del MIDR 062045 se obtienen a partir de las 1.400 rpm con el MIDR 062356, y, al alcanzar el par máximo a 1.200 rpm, la potencia alcanzada ya los 300 caballos. El confort de los pasajeros se debe a un régimen de bajas frecuencias de ruido, con un consumo razonable.
El Iliade estaba inicialmente equipado con el clásico motor MIDR 062.045, de 302 CV (R41) o 340 CV (M41), así como con el nuevo MIDR 062.356 de 380 CV; ambos motores cumplían la normativa de emisiones Euro 2. Con la transición a Euro 3 en 2001, solo el MIDR 062.356 (rebautizado como dCi 11) se mantuvo en producción en las versiones de 313, 362 y 431 CV.
La transmisión era la misma que la del FR1: una manual B8L TBV y una automática ZF 8S180. A partir de 2001, se adoptaron la transmisión manual AS-Tronic y las automáticas ZF 5HP600 y ZF 5HP602.
Al igual que su predecesor, es un vehículo versátil, producido en múltiples configuraciones, adecuado tanto para servicios interurbanos de alta gama como para alquileres de gama media.

### Tabla de motores Euro II (intercooler electrónico ACE)
|                          | MIDR 062045 R41     | MIDR 062045 M41     | MIDR 062356 A41     |
| ------------------------ | ------------------- | ------------------- | ------------------- |
| Cilindrada (L)           | 10                  | 10                  | 11                  |
| Potencia max. 2100 r/min | 302 ch (222 kW)     | 340 ch (250 kW)     | 380 ch (280 kW)     |
| Par max. 1200 r/min      | 127 mkg (1 250 N m) | 165 mkg (1 620 N m) | 178 mkg (1 750 N m) |

En enero de 2002, para cumplir con la norma Euro 3, el MIDR 062045 dejó de ser el Iliade y dio paso al MIDR 062356, renombrado dci 11 Euro 3. Este sistema de inyección common rail se ofrece en tres configuraciones diferentes para potencias de 313, 362 y 431 CV.
En cuanto a las cajas de cambios, la elección se mantiene para el FR 1 con la ZF 8 S 180 y el B 8 L con TBV; sin embargo, las características estándar y opcionales se invierten para este último. El sistema TBV implica el cambio de marchas en una caja de cambios convencional con controles electroneumáticos, lo que requiere la conocida y compleja caja de cambios de fabricación propia como transmisión manual. Nos remontamos a 1988, cuando se aplicó el CDP al FR 1: este sistema se ofreció como opción bajo el nuevo nombre "TBV" a partir de 1994. Por ejemplo, Air France eligió esta opción para sus últimos 19 FR 1 en 1995. Otra novedad es que el módulo de control se encuentra en la consola a la derecha del asiento del conductor (anteriormente en el salpicadero del FR 1). En la era italiana, el B 8 TBV desaparece, dando paso al ZF AS Tronic opcional, desarrollado por Iveco y ZF. Su funcionamiento es similar al del TBV, salvo que el dispositivo está integrado en la carcasa. El ZF 6 S 1600 sustituye al S6.85. El ZF 8 S 180 viene de serie en el dCi 11 con una potencia de 431 CV. Hay varias reducciones de par disponibles. Con un par elevado, el ILIADE puede alcanzar los 142 km/h. Entre las opciones se encuentran las transmisiones automáticas de cinco velocidades ZF 5 HP 592 C y 692 C.

## Del rombo francés al delfín italiano
Renault Véhicules Industriels nació en 1978 tras la fusión de Berliet y Saviem. El término "Véhicules Industriels" perdió relevancia para expresar su afinidad con los automóviles Renault, lo que llevó a una centralización de la actividad en el sector automovilístico, principalmente para alcanzar una dimensión global. Fue bajo el liderazgo de Louis Schweitzer que Renault V.I. se desvaneció gradualmente: en 1997, Camiva, líder en vehículos de extinción de incendios, fue vendido a Iveco. Posteriormente, la división de autobuses y autocares se vendió a Iveco el 6 de mayo de 1998. El acuerdo final se firmó el 1 de enero de 1999, fecha oficial de la fusión de las divisiones de autobuses de Iveco y R.V.I., creando así la marca Irisbus. (A partir de la fecha de venta, el 6 de mayo de 1998, era necesario preservar las sensibilidades políticas, financieras y sindicales). Los productos de ambos fabricantes adoptaron el logotipo de Irisbus, un delfín. El Renault Iliade se convirtió en el Irisbus Iliade. En la parrilla del Iliade, entre el 1 de octubre de 2001 y principios de 2002, fecha de la transición a la norma anticontaminación Euro 3, el delfín sustituyó gradualmente al rombo.
En 2001, Renault se retiró de Irisbus tras la venta de Renault Trucks a Volvo y por obligación a petición de la Comisión Europea. Iveco adquirió las acciones de Renault unos meses después, lo que supuso la sustitución de los motores Renault por motores Iveco en toda la gama y la desaparición del rombo en favor del delfín. A principios de 2003, Irisbus era propiedad exclusiva de Iveco. Sin embargo, el Iliade era un coche de combate; ningún motor, salvo el de Renault, le convenía: esto suponía un problema para Irisbus. La normativa estaba en constante evolución y el Iliade estaba limitado. Se permitían 5 cm más de ancho, así como longitudes mayores. No se fabricará ningún Iliade de 12,50 m, a pesar de un proyecto para Alemania: la inversión habría sido excesiva para un modelo que se acercaba al final de su vida útil. Irisbus lanzó el Evadys en 2004 (preproducción basada en el Arès) y posteriormente estudió el proyecto "New Coach", según Magélys.
La versión GTX recibió una capa de pintura negra alrededor del parabrisas con tapacubos "Colombus" de la nueva era de Irisbus.

## Difusión
El Irisbus Iliade se utilizó ampliamente en Francia, tanto en su versión interurbana como en la de Gran Turismo. En Italia, este modelo tuvo poco éxito, ya que ese mercado estaba más orientado a los productos Irisbus derivados de Iveco. ATM Milano posee cinco modelos Iliade Gran Turismo, adquiridos de segunda mano en Alemania para la línea Milán-Bérgamo. ATVO, que opera en la provincia de Venecia, también posee varios modelos Iliade.

## El último Iliade

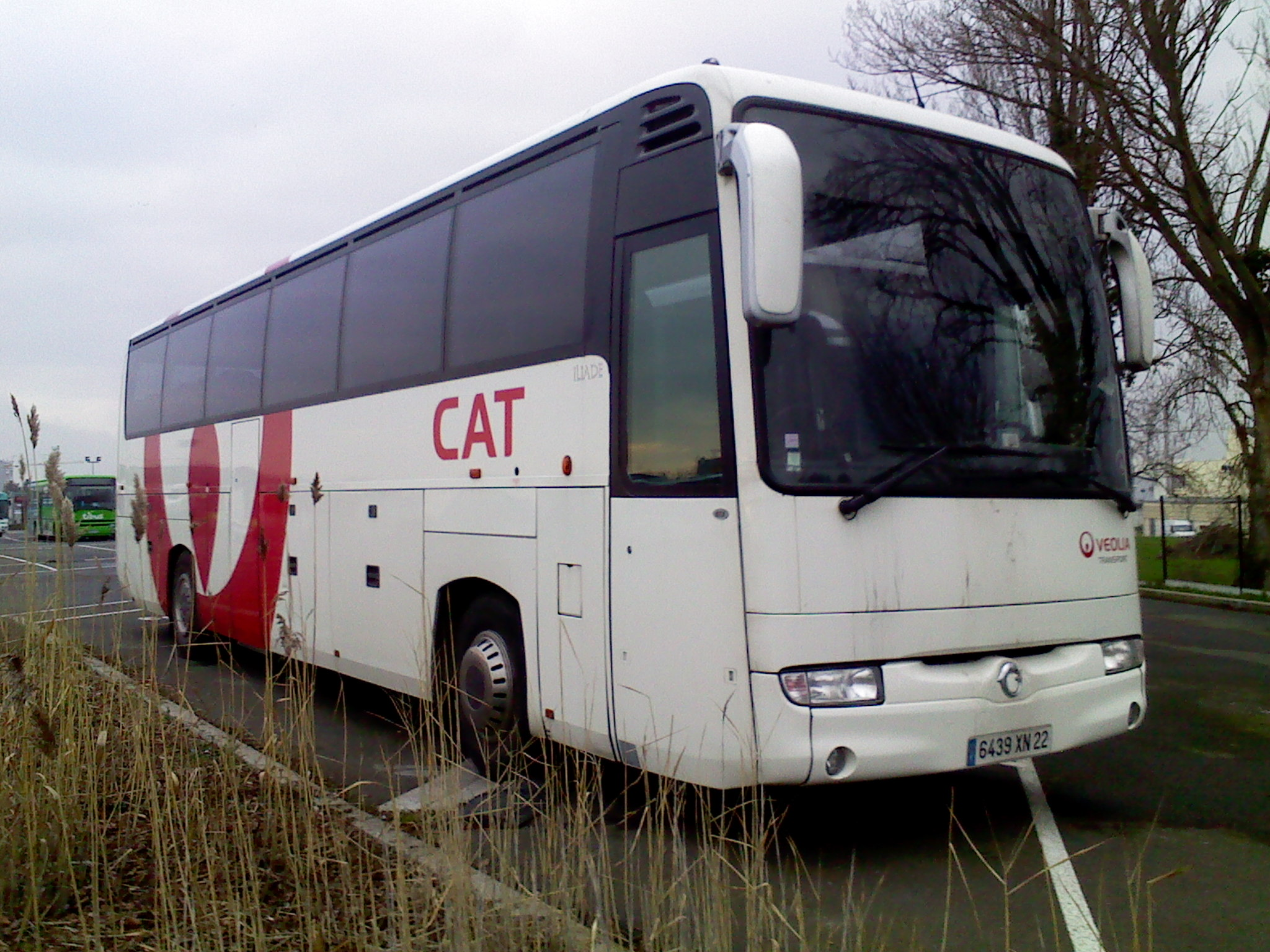
Irisbus Iliade RTX "Ultime".

El 31 de enero de 2007, se entregó el último Iliade n.º VNESFR111200211784 a la Compagnie Armoricaine de Transports (C.A.T.), poniendo fin a una historia francesa de 24 años y 10 000 unidades producidas (5000 FR 1 y 5000 ILIADE). El año 2007 comenzó con una doble despedida en Irisbus: el Iliade y el Récréo (el C954, sucesor del Karosa C 935).
El Irisbus Evadys lo reemplazó en dos versiones: H y HD. El Evadys se lanzó en tres fases: la primera con chasis y parrilla Arès, la segunda con chasis y parrilla Arès rediseñados por Irisbus, y la última, completamente Irisbus Iveco. El primer Irisbus Evadys tenía chasis y puesto de conducción Arès. Lógicamente, es el sucesor del Iliade, pero históricamente no tiene relación con él, ya que es italiano.
|                  | 12 m, altura estándar | 10,6 m, altura estándard | 12 m, aumentó                |
| ---------------- | --------------------- | ------------------------ | ---------------------------- |
| Nivel de entrada | TE                    | TEC                      | TEX (eliminado del catálogo) |
| Gama media       | RT                    | RTC                      | RTX                          |
| Gama alta        | GT                    | GTC                      | GTX                          |

Entre 2002 y 2006, solo las versiones TE, RT, RTC, RTX, GT, GTC y GTX permanecieron en el mercado. Esta cifra de producción se alcanzó en trece años para el FR 1 y en diez años para el Iliade. El primero estaba destinado a competir con los "invasores" (según la expresión de B. Gruhier), y el segundo se exportó fuera de Francia.

## Curiosidad
El Iliade no requirió homologación, ya que era una continuación del FR1. Los primeros vehículos Iliade entregados con un motor de 340 caballos llevaban el número de serie VF6SFR112000XXXXX, idéntico al de los FR1.
Para distinguir las versiones que cumplen con la normativa de emisiones Euro 1 y Euro 2 del FR1, se ha modificado el número de serie:
Euro 1 = VF6SFR11200013001,
Euro 2 = VF6SFR11200014001
El primer Iliade introdujo una nueva gama "15000", que resultó en: VF6SFR11200015000. El GTX, por su parte, con un motor de 380 caballos, tenía un número de serie diferente: VF6SFR111500000001. Tras la venta de las acciones de Renault en Irisbus, los números de serie de Iliade recibieron un nuevo prefijo: VF6 se mantuvo solo para los camiones Renault y los Iliades Renault-Irisbus comenzaron con VNESFR11200200001 y VNESFR115002000001.